# Lampa lava

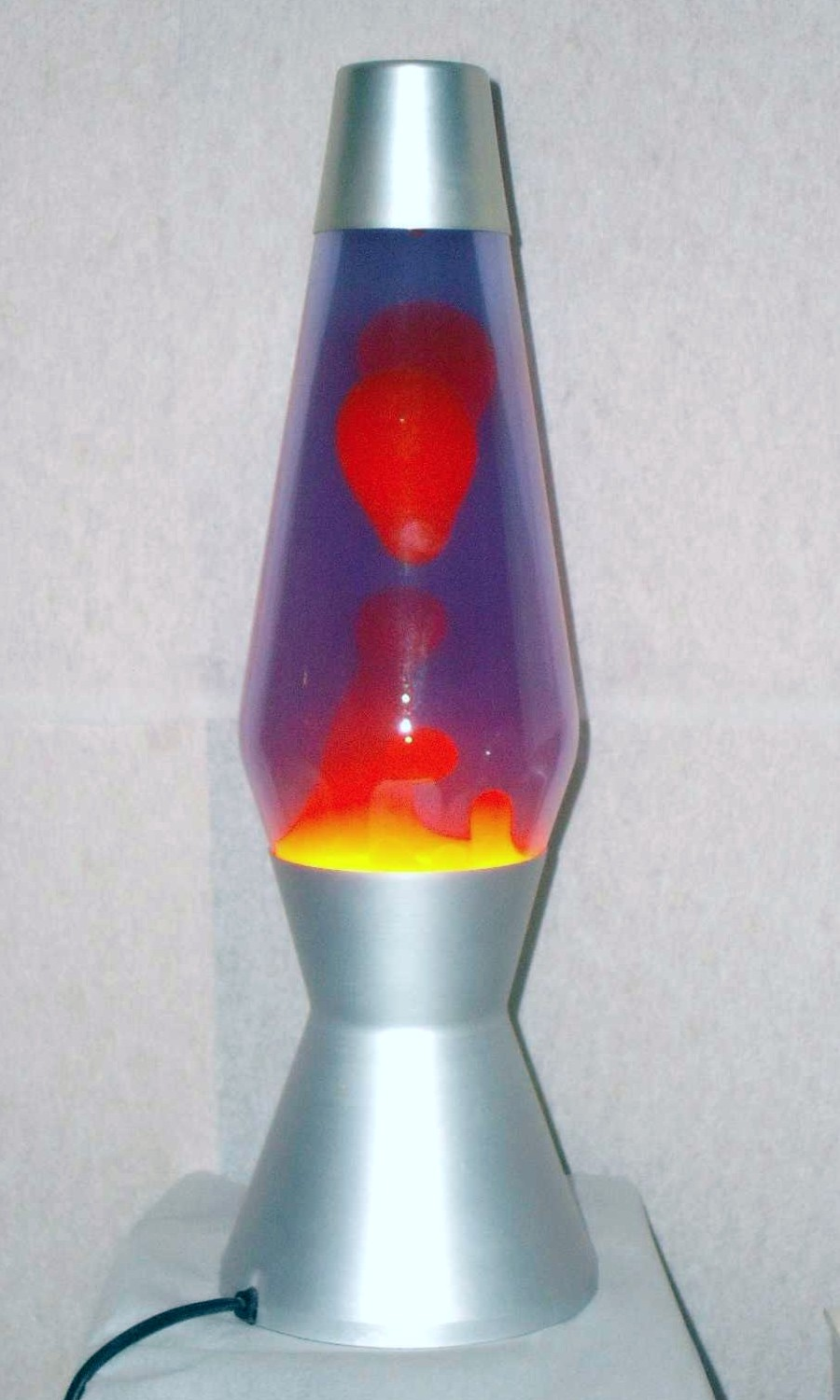
Lampa lava

Lampa lava – rodzaj lampy z zawartością cieczy oraz wosku, które po rozgrzaniu tworzą różne efekty kolorystyczne. Wysokość lampy dochodzi do 50 cm. Używana żarówka: mała 40-watowa.
Lampa lava jest złożona z dwóch części. W podstawie wbudowana jest żarówka. Druga część ma kształt butelki i wypełniona jest dwiema niemieszającymi się substancjami. Po podgrzaniu masy z wosku do ok. 60 °C tzw. magma  roztapia się, dając za każdym razem inny efekt. Po wyłączeniu magma wraca do pierwotnego stanu.
„Lava Lamp” została wynaleziona w 1963 r. i opatentowana w Anglii 16 marca 1964 r. przez Edwarda Craven Walkera. Nie ma informacji co do proporcji składników oryginalnej „Lavy” i jest to jak dotychczas objęte tajemnicą, ale patent zawiera kilka wskazówek. Lampa składa się z oleju mineralnego (Ondina 17), parafiny, czterochlorku węgla (tetra), barwnika i glikolu propylenowego lub gliceryny oraz wody.
Początkowo lampy były bardzo duże, efekt nie był widowiskowy, a czas rozgrzania był dość długi. Dopiero na początku lat 90. XX wieku, dzięki zastosowaniu woskowej magmy oraz małych żarówek, lampy stały się popularne.